# Singapore i olympiska sommarspelen 2000
Singapore deltog i de olympiska sommarspelen 2000 med en trupp bestående av fjorton deltagare, åtta män och sex kvinnor, men ingen av landets deltagare erövrade någon medalj.

## Bordtennis
Damsingel
- Jing Junhong — 4:e plats
- Li Jiawei

## Segling
470
- Weam Haw Tan och Seng Leong Koh
  - Lopp 1 — 24
  - Lopp 2 — 26
  - Lopp 3 — 22
  - Lopp 4 — 23
  - Lopp 5 — 13
  - Lopp 6 — 21
  - Lopp 7 — (30) DNF
  - Lopp 8 — 25
  - Lopp 9 — 12
  - Lopp 10 — 26
  - Lopp 11 — (28)
  - Final — 192 (→ 28:e plats)

Laser
- Stanley Tan